# Red Slate Mountain
Der Red Slate Mountain ist der höchste Berg in der Sherwin Range, welche Teil der Sierra Nevada ist. Der Berg ist Bestandteil des Gebirgskamms (Sierra Crest), der die Grenze von Fresno County und Mono County (Kalifornien) bildet.

## Allgemein
Der Gipfel des Red Slate Mountain kann nur über einen Klettersteig bestiegen werden. Ein Klettersteig beginnt beim McGee Pass, ein weiterer beginnt am Bighorn Lake.
Der Red Slate Mountain wurde von der California Geological Survey 1873 benannt. Es ist allerdings unklar, ob der Name ursprünglich diesem Berg, oder dem heute als Red-and-White Mountain bezeichneten Berg galt.

## Geologie
Das Gebiet nördlich des Red Slate Mountain ist das seismisch aktivste Gebiet in Kalifornien. Die dortigen Erdbeben stehen in Verbindung mit der nahegelegenen Long Valley Caldera.